# 南海1501形電車
南海1501形電車（なんかい1501がたでんしゃ）とは、南海電気鉄道に在籍した通勤形電車である。太平洋戦争によって多数の車両が損耗した私鉄に対し国鉄が発注していたモハ63形を割当供給し、その見返りとしてその私鉄から地方の中小私鉄に中・小型車を供出させるという運輸省の施策があった。本形式はその一環で南海（当時は近鉄）に割り当てられたモハ63形そのもので、南海には1947年から1948年にかけて20両入線した。

## 概要
モハ63形そのものである本形式であるが、南海に入線した20両は製作途上の段階で早々に南海に割り当てられることが決まったため、一部の仕様を南海の流儀に変更して竣工した。
主な変更点は次の通り。
- ベンチレータはグローブ形1列からガーランド形2列へ変更
- 正面幕板中央部の大型通風器を廃止し、その部分に大きく社章を書き入れ
  - この社章には、本形式使用開始日（1947年6月1日）と同日に南海と近鉄の分離が成立し、戦後復興への意気込みも含めた「新生南海」を告知する意味があったといわれる。
- 全周にわたって雨樋を設置
- 天井内張を施し、客室から丸見えの状態であった屋根の骨組みを隠す
- 室内灯は裸電球から戦前のモハ1201形の流れを汲むシャンデリアへ変更
- 制御器を国鉄制式のCS5電空カム軸式制御器からモハ2001形と同じウェスティングハウス・エレクトリック社系の三菱電機ALF-PC単位スイッチ式制御器に変更

その他の仕様はほぼモハ63形そのものであり、主電動機は国鉄制式品であるMT40（端子電圧750V時1時間定格出力142kW、製造元の三菱電機における形式名はMB-280-AFR）4基のままで、本来直流1,500V用のものを主制御器変更と主回路構成の変更により端子電圧600V時1時間定格出力113.6kW（150馬力）相当として使用、台車は軸ばね式のペンシルバニア形台車である国鉄制式のTR25Aである。
電動発電機は本形式が架線電圧600V用であり、さらに主制御器が架線電圧電源で動作するALF-PC（名称のLはLine Voltage、すなわち架線電圧電源動作を示す）へ変更されたことから特に搭載する必要が無く、省略された。
車体は20m級でモハ2001形とほぼ同じ大きさであるが4扉ロングシートであり、屋根は灰色のルーフィング（フェルトにアスファルトをしみこませた防水布）、側窓は中段固定の三段窓であった。
本形式は20両とも電動車であり（ただし一部は未電装状態のまま入線した）、南海鉄道時代から南海電気鉄道成立までの間で最初の150馬力相当の主電動機を搭載する形式となったことから、モハ1501形の形式名が与えられた。モハ1501 - モハ1510は難波寄り、モハ1511 - モハ1520は和歌山市寄りに運転台があり、その真上にパンタグラフを搭載していた。

## 変遷

### クハ1951形登場まで
本形式は20m級の大形車であるため、モハ2001形と同様に専ら南海本線で使用された。1947年の入線当初は本来モハ2001形とペアとなる制御車のクハ2801形と編成を組んでいたが、やがてクハ2821形とも組むようになった。また本形式の未電装車も既電装車と組んで使用された。戦後の混乱期において本形式は最大5両編成で急行にも使用され、大形4扉車体の収容力を存分に生かしていた。未電装車が電装されてさらに制御車が必要となった1949年からは旧電7系のクハ1801形やクハ1811形が主な組成相手となった。クハ1801形は17m級の片側2扉の木造車であり本形式とは不釣り合いな組み合わせであったが、本形式は同系の制御車を持たなかったためこれがごく普通の編成となっていた。なお、このころまでに正面の大きな社章は消されており、また普通列車に短編成で使用される運用が主体になっていた。1951年に発生した桜木町事故ののち、側窓を2段上昇式に改造、屋根に帆布を張って赤茶色に塗装し、非運転台側の貫通路を通行できるように整備した。

### クハ1951形の登場後
1959年から1960年にかけて、木造車の淘汰を目的として1521系が製作された。この際に同系のモハ1521形に対してモハ1501形の一部から主電動機を転用した。モハ1513 - モハ1520が電装解除され、クハ1951形クハ1951 - クハ1958となった。この結果、本形式は初めて同系の制御車とペアを組むこととなり、クハ1801・クハ1811形との組成は解消された。さらに1962年からクハ2851形も本形式と組成されるようになった。1965年にはモハ1509 - モハ1512に対して正面貫通化改造が行われ、これらを中間に入れた同系車による3両編成が見られるようになった。

### 廃車
入線以来大がかりな更新修繕を受けることのなかった本形式であるが、1966年に至ってようやく蛍光灯化、扇風機・暖房装置・放送装置の取付等サービス改善工事が始まる。入線後は本線の急行の運用に用いられていたが、如何せん速度面や乗り心地に問題があり、車両の整備や新車の登場などで出番が減り、本線の難波～住吉公園間各停や天王寺支線の運用など脇役に回った。国鉄タイプの本形式は南海においては異端であったため、南海線の架線電圧昇圧工事が本格化したこともあり、簡易半鋼車に続いて廃車されることになった。1968年までに全車廃車となり、サービス改善工事が全車に及ぶことはなかった。

## 本形式が残したもの
モハ63形の割当供給は社によっては大形車入線の基盤造りとなった例もあるが、南海においては元々モハ2001形という大形車を保有していたためそれには当てはまらない。しかし、4扉ロングシートの純然たる通勤形電車を使用したのは本形式が初めてであり、混雑時における威力を実証してみせた。このことがのちの1521系や6000系の設計に影響を与え、今日の南海の電車の基本設計の源となっていることは否定できない。また、主電動機であるMT40は本形式によって南海に初めて入ってきたものであるが、のちにモハ1201形の出力強化によるモハ1551形への改造工事の際に新規製作品が採用され、さらに本形式とモハ1551形に搭載されていた全数が1521系やED5201形電気機関車の架線電圧昇圧対応改造工事の際に転用されて昇圧後も使用されるなど、南海の汎用電動機の一つとなった。